# Малкият гмурец
„Малкият гмурец“ (на френски: Le Petit Baigneur) е френско-италианска кинокомедия от 1968 г. на френския кинорежисьор Робер Дери. Сценарият е на Колет Бросе и Жан Карме. Главната роля на Луи-Филип Фуршом се изпълнява от френския киноартист Луи дьо Фюнес. В ролята на Мари-Беатрис Фуршом е френската киноактриса Андреа Паризи. В ролята на Андре Кастание е френския актьор и кинорежисьор Робер Дери.
 Внимание:  Текстът по-долу разкрива сюжета на произведението (или части от него)!
Луи-Филип Фуршом е собственик на корабостроителната фирма „Фуршом“. Той мрази водата и плавателните съдове, но обича парите. Работещият във фирмата талантлив дизайнер Андре Кастание е конструирал модерна яхта с името „Малкият гмурец“. Фуршом си надява, че яхтата ще му донесе много пари. Обаче пускът във водата на „Малкият гмурец“ се оказва пълен провал. Тогава Фуршом съсича с брадва яхтата и унищожава и нейния проект. Дизайнерът е уволнен, но Фуршом разбира, че е допуснал голяма грешка, когато започват заявки от поръчки.

## Български дублажи
През 1989 г. филмът се излъчва по Първа програма с войсоувър дублаж. Екипът се състои от:
| Озвучаващи артисти  | Лидия Вълкова Любомир Младенов |
| Преводач            | Евгения Стайнова               |
| Редактор            | Констанца Дянкова              |
| Тонрежисьор         | Трендафилка Немска             |
| Режисьор на дублажа | Елка Йовкова                   |